# BeccoGiallo
BeccoGiallo è una casa editrice di fumetti italiana, fondata nel 2005 in provincia di Treviso. Il nome è stato scelto come omaggio alla rivista Il becco giallo.

## Contenuti
BeccoGiallo è specializzata nella produzione di fumetti biografici e a tema graphic journalism, di impegno civile. Ha anche collaborato con diversi artisti musicali come Fast Animals and Slow Kids, rovere, Pinguini Tattici Nucleari, Ligabue, Murubutu, Ensi e Rumatera. Inoltre pubblica anche libri destinati ai bambini.

## Riconoscimenti
Lucca Comics & Games
- 2007 – Miglior iniziativa editoriale dell'anno[1]